# Sansibar-Ducker
Der Sansibar-Ducker (Leucocephalophus adersi, früher Cephalophus adersi) oder Adersducker ist eine kleine Art der Ducker, die ein stark begrenztes Verbreitungsgebiet im Osten von Afrika bewohnt. Sie kommt auf der Insel Sansibar sowie in einzelnen Waldgebieten entlang der Küste Kenias vor. Äußerlich charakteristisch sind die rote Fellfarbe und der weiße Streifen am Hinterleib. Die Lebensweise des Sansibar-Duckers wurde bisher nur wenig erforscht. Er lebt tagaktiv und einzelgängerisch, seine Nahrung besteht überwiegend aus weicher Pflanzenkost. Die Art wurde durch Jagd und Lebensraumzerstörung stark dezimiert. Im Nordosten Kenias konnte im Jahr 2010 eine bisher nicht bekannte Population entdeckt werden.

## Merkmale

### Habitus
Der Sansibar-Ducker ist ein eher kleiner Vertreter der Ducker und erreicht eine Kopf-Rumpf-Länge von 63 bis 78 cm zuzügliche eines kurzen, nur 6 bis 13,8 cm messenden Schwanzes. Die Schulterhöhe beträgt 37,4 bis 44 cm, das Gewicht liegt bei 6,8 bis 12 kg. Männchen sind mit einem Körpergewicht von durchschnittlich 9,2 kg nur unwesentlich schwerer als Weibchen mit etwa 9 kg. Das Fell ist insgesamt weich und glänzend, die Grundfarbe des Rückens besteht aus einem lohfarbenen Rot oder Ockerbraun, das am Rumpf etwa dunkler ist. Am Nacken geht sie in ein mehr oder weniger deutliches Grau über. An den Seiten hellt der Grundton dagegen auf, während der Bauch und die Beininnenseiten weißlich erscheinen. Die Außenseiten der Beine sind dagegen ebenfalls rötlich mit einem dunkleren Farbton zu den Hufen hin, mit Ausnahme eines hellen weißen Streifens am hinteren Rumpf, der auf die Hinterbeine übergeht. Von anderen Rotduckern unterscheidet sich der Sansibar-Ducker durch weiße Flecken an den Unterbeinen. Der Hinterfuß misst 19,5 bis 22,5 cm. Der Schwanz ist lohfarben, zeigt aber am Ende ein weißes Haarbüschel. Am Kopf dominiert eine grau-hellbraune Farbgebung mit einer deutlich roten Stirn. Die Ohren werden durchschnittlich 7,8 cm lang. Die Hörner sind insgesamt nur sehr kurz, bei Männchen 3,5 bis 5,3, bei Weibchen 1,4 bis 3,5 cm. Zwischen den Hörnern steht ein deutlich rotes Haarbüschel aus 4 cm langen Haaren, die die Hörner manchmal überdecken.

### Schädelmerkmale
Die Voraugengrube ist sehr tief und besitzt eine scharfe obere Kante. Das Stirnbein zeigt sich weniger aufgewölbt, während das Nasenbein nach hinten an Breite zunimmt. Die Zahnformel lautet: {\displaystyle {\frac {0.0.3.3}{3.1.3.3}}}. Somit sind insgesamt 32 Zähne ausgebildet.

## Verbreitung

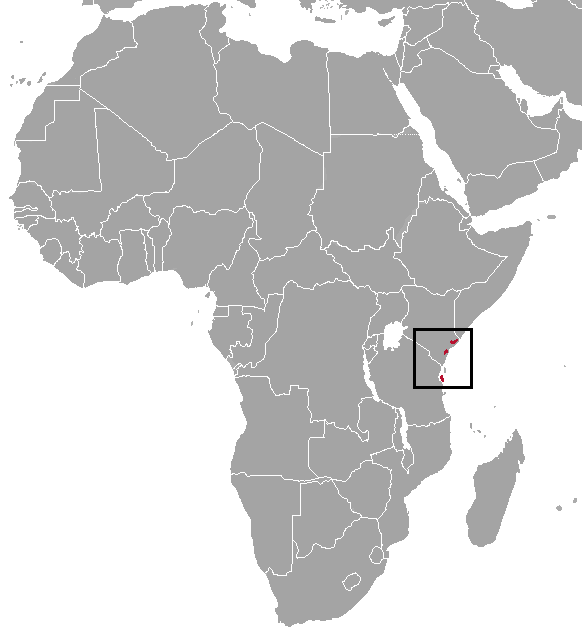
Verbreitungsgebiet des Sansibar-Duckers (rot)

Der Sansibar-Ducker ist an der Ostküste Afrikas und auf der vorgelagerten Insel Sansibar verbreitet. Auf Sansibar sind insgesamt fünf mehr oder weniger getrennte Population im Kiwengwa forest im Norden, nahe dem Jozani-Chakwa-Bay-Nationalpark im Zentrum und bei Mtende im Süden der Insel nachgewiesen. Auf dem afrikanischen Festland kam die Duckerart einst entlang der kenianischen Küste von Mombasa bis nach Norden zur Grenze zu Somalia vor. Heute ist sie nur noch an einzelnen Flecken anzutreffen, etwa im 420 km² großen Arabuko Sokoke Forest südlich des Tana. Eine bisher unbekannte Population konnte nach einer kurzen Sichtung um 2004 rund sechs Jahre später im Boni- und Dodori-Nationalreservat nördlich des Tana wiederentdeckt werden. Dieser rund 3000 km² große Naturraum besteht aus einer Mosaiklandschaft von Wäldern, Dickichten und Savannen. Die Art bevorzugt ungestörte, geschlossene Küstenwälder und Dickichte auf Korallenkalken mit Wuchshöhen ab 3 m, allerdings mit offenem Unterstand. Im Arabuko Sokoke Forest ist sie vor allem in Bereichen mit Cynometra-Bewuchs auf roten Böden sehr häufig. Die Individuendichte wird hier mit 2,8 Tieren je Quadratkilometer angegeben. Auf Sansibar beträgt sie im Durchschnitt etwa 4,5 Tiere je Quadratkilometer, sie kann aber lokal auf bis zu 11,4 Tiere ansteigen. In der kürzlich entdeckten Population im Boni-Dodori-Waldsystem wurde die Individuendichte nach Untersuchungen auf etwa 7,3 Tiere auf einer vergleichbar großen Fläche bestimmt. Im überwiegenden Bereich seines Verbreitungsgebietes kommt der Sansibar-Ducker sympatrisch mit dem Harvey-Rotducker (Cephalophorus harveyi), dem Blauducker (Philantomba monticola) und dem Moschusböckchen (Nesotragus moschatus) vor. Einzelne kleine Gruppen des Sansibar-Duckers wurden auch auf umliegenden Inseln von Sansibar angesiedelt, etwa auf Tumbatu, Chumbe und Mnemba.

## Lebensweise
Der Sansibar-Ducker ist tagaktiv mit Aktivitätszeiten von der Morgen- bis zur Abenddämmerung, wobei er zumeist zwischen 11:00 Uhr und 15:00 Uhr ruht. Er tritt in der Regel einzeln auf, wurde aber auch in Gruppen bestehend aus zwei oder drei Individuen gesichtet. Als territoriales Tier verteidigt er sein Revier aktiv. Die Grenzen des Territoriums markiert der Sansibar-Ducker mit Hilfe seiner kleinen Voraugendrüsen, wobei er die Duftmarken an vorstehenden Zweigen absetzt. Möglicherweise haben Dunghaufen die gleiche Funktion. Die Tiere sind stets alarmiert und verfügen über einen hervorragenden Geruchssinn und ein ebensolches Gehör.
Die Hauptnahrung besteht aus Fallobst, Blättern, Blüten, Samen, Knospen und Sprossen. Teilweise folgt der Sansibar-Ducker den Gruppen von Weißkehlmeerkatzen sowie Sansibar-Stummelaffen und ernährt sich von dem von den Affen fallengelassenen Pflanzenmaterial. Ein einzelner bisher untersuchter Magenrest enthielt Früchte von Tetracella, Ebenholzbäumen und Feigen, Tiere wurden darüber hinaus beim Verspeisen von Teilen von Mystroxylon, Polyspheria, Euclea und Canthium beobachtet. Das Wasser nehmen sie über die Nahrung auf.
Über die Fortpflanzung ist kaum etwas bekannt, sie erfolgt ganzjährig. Trächtige Weibchen wurden bisher von Juni bis November angetroffen, ein säugendes Weibchen im Dezember.

## Systematik
Der Sansibar-Ducker ist eine Art aus der Gattung Leucocephalophus und der Familie der Hornträger (Bovidae). Innerhalb der Hornträger gehört Leucocephalophus zur Tribus der Ducker (Cephalophini), welche fünf weitere Gattungen enthalten. Die Ducker stellen zumeist kleinere bis mittelgroße, kompakt gebaute Vertreter der Hornträger dar, die in Afrika endemisch vorkommen. Sie sind überwiegend an waldreiche Habitate angepasst, Ausnahmen stellen die Angehörigen von Sylvicapra, die Savannenlandschaften bewohnen.
Der Sansibar-Ducker ist monotypisch, es werden keine Unterarten unterschieden. Die wissenschaftliche Erstbeschreibung führte Oldfield Thomas im Jahr 1918 durch. Dafür stand ihm ein Individuum zur Verfügung, welches ihm von Walter Mansfield Aders, einem damaligen staatlichen Biologen auf Sansibar, zusammen mit anderen Huftieren ausgehändigt worden war und die ursprünglich von der Insel Sansibar stammten. Ihm zu Ehren benannte Thomas die Art in Cephalophus adersi.
Ursprünglich wurden nahezu alle waldbewohnenden Ducker innerhalb der Gattung Cephalophus geführt. Sie stellte somit die artenreichste Gruppe innerhalb der Ducker dar. Molekulargenetische Studien aus dem Jahr 2001 zeigten, dass sich die Gattung in drei Entwicklungslinien aufspalten ließ. Diese umfassten die Riesenducker um den Jentink-Ducker und den Schwarzrückenducker, die westafrikanischen Rotducker wie den Petersducker und den Ogilby-Ducker sowie die ostafrikanischen Rotducker, etwa den Natal-Rotducker und den Schwarzstirnducker. Prinzipiell bestätigte sich diese Einteilung der Gattung Cephalophus auch durch spätere, im Jahr 2012 veröffentlichte Untersuchungen. Sie ergaben aber auch, dass weder der Sansibar-Ducker noch der Zebraducker einer dieser drei Gruppen genau zuzuordnen war. Darüber hinaus erwies sich Sylvicapra als die Schwestergruppe der Riesenducker, was die Gattung Cephalophus paraphyletisch werden ließ. Es bestand daher die Notwendigkeit, die rotgefärbten Ducker aus Cephalophus herauszulösen. Alexandre Hassanin schlug für diese im Jahr 2012 den Gattungsnamen Cephalophorus vor. Ebenso regte er eine Gattungsänderung für den Sansibar-Ducker an und gab provisorisch Leucocephalophus an. Da seine Angaben ohne Beschreibungen erfolgten, war der Gattungsname Leucocephalophus jedoch nicht durch die Normen des zoologischen Nomenklatur gedeckt und daher ungültig. Erst im Jahr 2022 führte ein Wissenschaftlerteam um Eva V. Bärmann Leucocephalophus als Gattungsnamen für den Sansibar-Ducker offiziell ein. Er bezieht sich auf die weißen Streifen auf den Hinterbeinen (von griechisch λευκός (leukos) für „licht“ oder „hell“). Die Gattung ist wie die Art monotypisch.
Allgemein wird angenommen, dass die kleinen Ducker die urtümlicheren Formen darstellen und die größeren sich aus diesen ableiten. Die Abtrennung des Sansibar-Duckers von der Linie der Vorfahren begann nach den molekulargenetischen Untersuchungen im Übergang vom Miozän zum Pliozän vor rund 5,25 Millionen Jahren. Aus dieser frühen Abspaltung gingen später eventuell die zahlreichen Rotducker-Arten hervor. Das heute fragmentierte Vorkommen des Sansibar-Duckers an der Ostküste Afrikas und im peripheren Bereich zu den anderen rotgefärbten Duckern ist möglicherweise ein Relikt der in geologischer Vergangenheit einst weit größeren Verbreitung der Stammform der Rotducker. Fossilfunde des Sansibar-Duckers sind aber nicht bekannt.

## Bedrohung und Schutz
Der Bestand des Sansibar-Duckers ist gefährdet. Zu den größten Bedrohungen gehören die Abholzung der Wälder für Bau- und Feuermaterial und der damit einhergehende Lebensraumverlust sowie die Jagd auf die Tiere als Nahrungsressource. Sowohl in Kenia als auch auf Sansibar hat die Jagd auf den Sansibar-Ducker eine lange Tradition, dessen Fleisch aufgrund des süßlichen Geschmack geschätzt wird. Auf der Insel nahm die Jagd nach der Revolution von 1964 stark zu. Infolgedessen sank die Population von rund 5000 Individuen im Jahr 1982 auf etwa 610 im Jahr 1999, was einem Rückgang von fast 88 % innerhalb von 17 Jahren entspricht. Die Daten stammen von drei Untersuchungen im Laufe dieser Zeit, deren Erhebungsmethoden aber voneinander abwichen, sodass sie nur bedingt vergleichbar sind, neuere Erhebungen liegen bislang nicht vor. Im Arabuko-Sokoke-Nationalpark auf dem ostafrikanischen Festland ist der Sansibar-Ducker möglicherweise noch stärker bedroht, lediglich 500 Tiere werden im Naturschutzgebiet noch vermutet, möglicherweise auch nur noch 320 bis 400. Die Annahme beruht aber auf sehr wenigen Sichtungen zwischen 1999 und 2003. Als möglicherweise extrem bedeutend für die Erhaltung der Art dürfte sich die neu entdeckte Population im Boni-Dodori-Waldsystem erweisen. Die dort im Jahr 2010 mit Hilfe von Kamerafallen durchgeführten Untersuchungen an drei unterschiedlichen Stellen (Boni- und Dodori-Nationalreservat sowie Boni Forest) lassen eine sehr kontinuierliche Verbreitung des Sansibar-Duckers in den Wäldern annehmen. Für einen 84 km² großen Streifen im Boni-Nationalreservat ergaben so Hochrechnungen etwa 600 Individuen. Den Gesamtbestand beziffern Wissenschaftler auf rund 20.000 Tiere, wobei ein Großteil davon auf das Boni-Dodori-Gebiet entfällt. Insgesamt stuft die IUCN die Art als „gefährdet“ (vulnerable) ein. Sie ist in mehreren Naturschutzgebieten vertreten.